# BT (svenskt företag)
BT är ett svenskt företag som tillverkar truckar. De har sitt huvudkontor i Mjölby, Östergötland. Idag är det ett storföretag med cirka 9 000 anställda globalt och tillverkning i Sverige och Italien.

## Historia
BT går tillbaka till företaget Byggnadsekonomi som grundades av HSB. HSB:s chef Sven Wallander skickade Ivan Lundquist till USA. Lundquist skulle studera och köpa in byggmaterial men såg hur gaffeltruckarna användes och revolutionerade transportarbetet. Lundquist kom hem med en agentur för gaffeltruckar. HSB:s Byggnadsekonomi blev nu istället Bygg- och Transportekonomi, förkortat BT. Lundquist var chef från starten 1946 och fram till 1980. Kooperativa förbundet blev ägare sedan HSB valt att lämna verksamheten.
1948 lanserades den första palltrucken. De första åren var BT i Ulvsunda i Bromma i västra Stockholm. 1952 flyttade bolaget till Mjölby. Sedan 1967 befinner sig fabriken på Lundby industriområde.
Företaget utvecklade tillsammans med SJ och Gyllsjö Träindustri den s.k. europapallen som presenterades 1949. Den är idag standard för transporter inom EU och övriga världen.
BT köptes av Toyota 2000 och är en del av Toyota Material Handlin Group (TMHG), som är världens största tillverkare av materialhanteringsutrustning. TMHG är i sin tur en del av Toyota Industries Corporation, TICO. De varumärken som ingår i Toyota-koncernen är förutom BT: Cesab, Toyota och Raymond. 
Största konkurrenter är de två tyska tillverkarna Jungheinrich och Linde.